# La Ramada del Inca
La Ramada del Inca es un caserío peruano ubicado en el distrito de Huancabamba, perteneciente a la provincia homónima del departamento de Piura, al norte del Perú. 

## Ubicación
La Ramada del Inca se ubica al noroeste de la provincia de Huancabamba, en el distrito de Huancabamba, en el departamento de Piura.

## Demografía
En 2017 La Ramada del Inca tenía una población de 134 habitantes.
| Gráfica de evolución demográfica de La Ramada del Inca entre 1993 y 2017 |
|                                                                          |
| Fuentes: Población 1993 y 2017                                           |